# Batalla de Don Gonzalo
La batalla de Don Gonzalo (provincia de Entre Ríos, Argentina, 9 de diciembre de 1873) fue un combate durante la última guerra civil entre unitarios y federales, derrota del caudillo Ricardo López Jordán frente a las fuerzas nacionales, al mando del general Martín de Gainza.

## Antecedentes

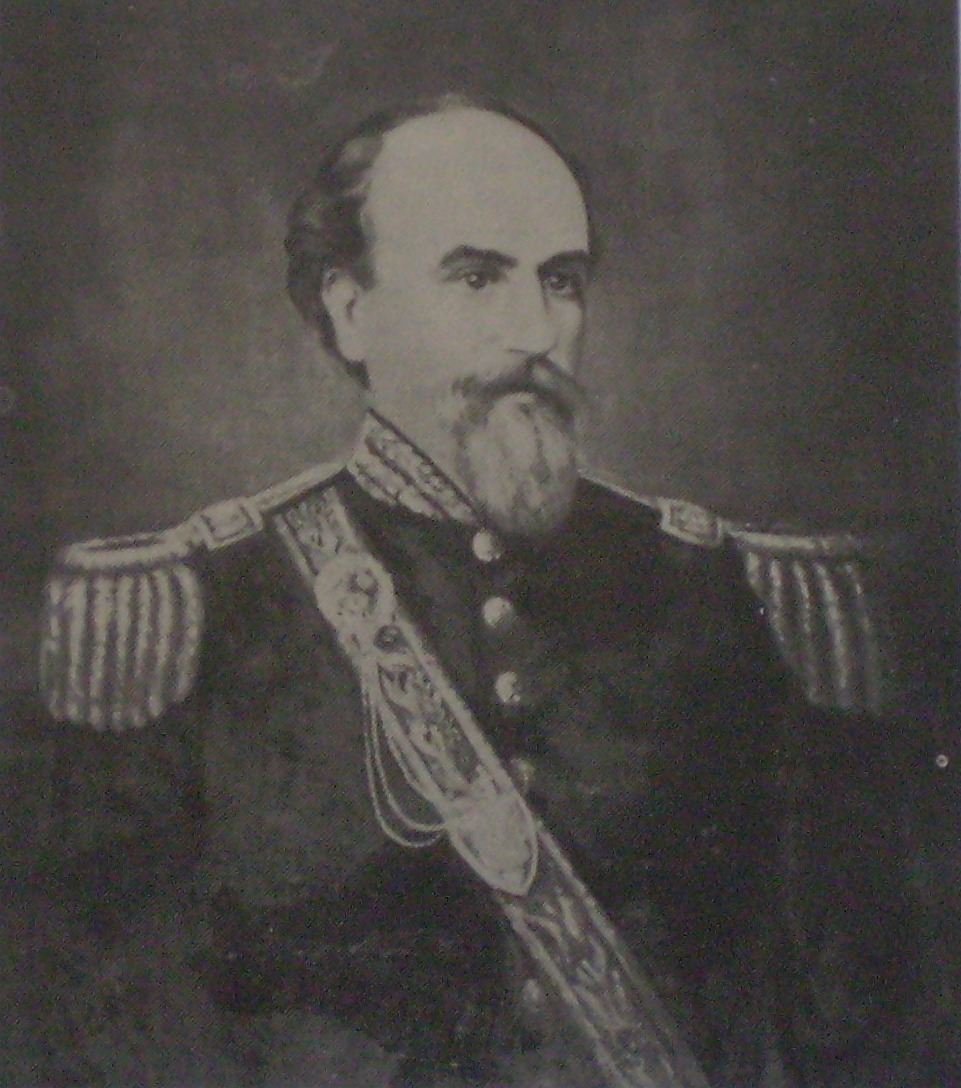
Martín de Gainza. Óleo de María J Rodríguez. MHN.

La década de 1860 se inició con la batalla de Pavón, en la que el expresidente Justo José de Urquiza dejó la victoria en manos del gobernador porteño Bartolomé Mitre, que gracias a esa victoria llegó a la presidencia. Pero durante buena parte de la década, las fuerzas porteñas, cada vez más identificadas como nacionales, se enfrentaron a sucesivas rebeliones federales en casi todas las provincias. Una de las pocas provincias en que no hubo reacciones fue la de Entre Ríos, donde un acuerdo tácito del gobernador Urquiza con el gobierno nacional dejaba en paz al expresidente en su provincia, mientras los liberales derrotaban a los federales en las demás.
Muchos personajes de su provincia y de otras decidieron derrocar a Urquiza, para unir Entre Ríos a las rebeliones federales. Pero en el intento, Urquiza terminó asesinado, lo que provocó la intervención militar del presidente Domingo Faustino Sarmiento. Tras ocho meses de combates, el jefe de los federales, general Ricardo López Jordán, fue derrotado en la batalla de Ñaembé, en la provincia de Corrientes, y debió huir a Brasil.
La provincia de Entre Ríos fue sometida a un régimen de ocupación militar y policial humillante, en que los opositores fueron perseguidos, sus bienes saqueados, y su gobierno dejado en manos de sucesivas camarillas de liberales adictos al gobierno nacional. Los liberales eran una ínfima minoría de la población, de lo que surge que la gran mayoría de sus habitantes estaban sometidos a toda clase de ataques del gobierno.
En esas circunstancias, llamado por su población, el 1 de mayo de 1873 regresó López Jordán a Entre Ríos, reuniendo en poco tiempo más de 18 000 hombres, mal armados y sin experiencia en combate. La gran mayoría de la población se puso de su lado, mientras el presidente Sarmiento ponía precio a la cabeza del caudillo y ordenaba la movilización de la mayoría del ejército nacional hacia Entre Ríos.
Al mando de esas tropas iba el general Julio de Vedia, cuyos reales méritos estaban opacados por los privilegios obtenidos durante la presidencia de su cuñado, Mitre. Pero López Jordán dominó todo el interior de la provincia, obligando a los hombres de Vedia a movilizarse continuamente y atacándolo con continuas guerrillas; es decir, la misma táctica con que los federales habían atacado a los porteños durante la década de 1810, y de nuevo durante la década de 1860. Lograron ocupar varios de los más grandes, como Gualeguay, Rosario del Tala, Nogoyá y La Paz.

## La batalla
Mientras López Jordán avanzaba hacia el norte de la provincia, donde pretendía recibir ayuda de los federales de Corrientes, su retaguardia de 2000 gauchos a órdenes del coronel Carmelo Campos fue derrotada en Alcaraz. De modo que el caudillo tuvo que volver hacia el sur, para conservar viva la revolución en esa parte de la provincia.
Al llegar al arroyo Don Gonzalo, al noreste de Paraná, los federales encontraron el arroyo crecido y comenzaron a vadearlo con precaución, para no mojar la pólvora teniendo al enemigo muy cerca de sus filas. El arroyo continuó creciendo, de modo que el cruce duró hasta el día siguiente. A las cuatro de la tarde del día siguiente, 9 de diciembre, una súbita crecida adicional del arroyo dejó a sus fuerzas divididas en dos, momento que aprovechó el general Gelly y Obes para atacar. Los nacionales contaban con fusiles de repetición y ametralladoras; fue la primera batalla en la historia argentina en que se usaron ametralladoras. Se dijo que también se usaron balas explosivas, algo que casi todo el mundo deploró como violación del derecho de guerra, y más tarde fueron prohibidas en los países occidentales.
Las sucesivas cargas de la caballería lograron evitar el desastre entre los federales, pero éstos dejaron cientos de muertos en el campo de batalla.
La batalla se detuvo al caer la noche. En la retirada que siguió, López Jordán perdió casi todas sus armas, incluso toda la artillería. A la mañana siguiente, muchos soldados de sus escuadrones regresaron a sus pueblos, ocultando sus armas y tratando de pasar desapercibidos como pacíficos pobladores.

## Consecuencias
A finales del mes, una segunda derrota en Nogoyá dejaba a los rebelde sin recursos. Unos pocos días después, López Jordán tuvo que huir nuevamente a Brasil, y la provincia fue nuevamente sometida por la violencia. El caudillo volvería a intentar una nueva revolución en 1876, pero ya muy pocos lo iban a seguir, y terminaría preso como un simple delincuente, por lo que ésta no contará como revolución federal.
Esta fue la última batalla del último caudillo federal en armas. Todavía habrá guerras civiles durante el resto de la década de 1870, pero éstas serán enfrentamientos internos entre facciones del partido liberal, descendiente legítimo del unitario. La batalla de Don Gonzalo fue la última librada en la Argentina por caudillos federales contra fuerzas unitarias.